# 曹熊
曹 熊（そう ゆう、生没年不詳）は、中国三国時代の魏の皇族。父は曹操。母は卞氏。同母兄は曹丕・曹彰・曹植。
早世した。221年に蕭懐公、ついで229年に蕭懐王の諡を追贈された。234年に子の曹炳が後を継いだが、239年に死去。後継ぎがいなかったため国を除かれた。
小説『三国志演義』では、曹操の死後、曹丕から葬儀に参列しなかったことを咎められたため、罪を恐れて自殺する。
なお、いわゆる嘉靖本の「三国志宗寮」ほか、一部の『演義』版本の首巻に掲載される人物紹介において、曹熊の字が子威と設定されている例がある。その典拠は不明である。